# دیوید بودایا

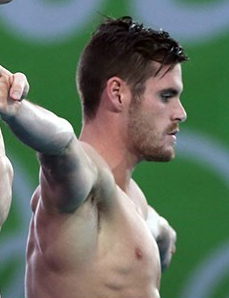
دیوید بودایا - المپیک تابستانی ریو ۲۰۱۶

دیوید بودایا (انگلیسی: David Boudia، تلفظ: ‎/boʊˈdaɪə/‎؛ زادهٔ ۲۴ آوریل ۱۹۸۹) یک شیرجه‌رو اهل ایالات متحده آمریکا است.
وی در مسابقات بین‌المللی در مجموع برندهٔ ۳ مدال طلا، ۵ مدال نقره و ۴ مدال برنز شده‌است.